# Fajã do Sanguinhal

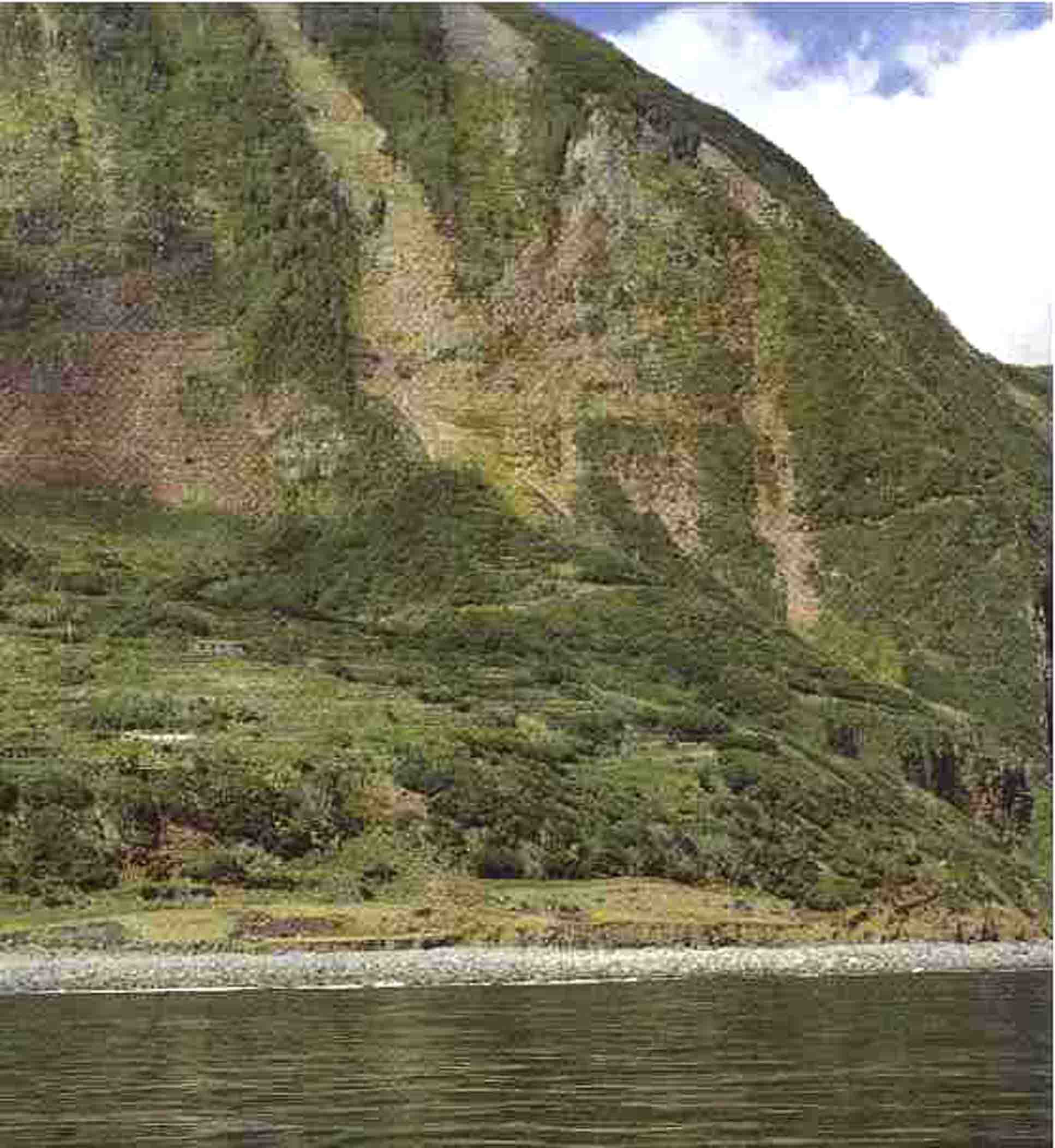
Fajã do Sanguinhal. Aspecto da Falésia.

Nesta linda fajã do Sanguinhal existiram antigamente bastantes casas, cerca de dezoito ao todo. Devido ao abandono a que os donos as votaram estão praticamente todas em ruínas. Os donos desta fajã criavam gado que estava nas pastagens de altitude durante o Verão e era recolhido ao palheiro e à fajã no Inverno, sendo então alimentado com folhas e pequenos ramos de incenseiro apanhadas nas proximidades.
Aqui cultivava-se a batata, a cebola, o alho, a abóbora,  a melancia, o inhame, o milho e a vinha. As árvores de fruto eram principalmente a macieira, a figueira e a groselheira. Também havia muitos vimes, que eram utilizados para fazer cestos.
Para além da ribeira que faz a divisão com a fajã Redonda, corre a Ribeira do Sanguinhal, em cujas poças cresce muita enguia. A água das seis fontes que aqui brotam corre até às últimas pastagens do Sanguinhal, deixando-as encharcadas e sempre cheias de erva fresca.
Nesta fajã a pesca faz-se de barco e de pedra, usando canas e redes. Apanhava-se grande variedade de peixes como a tainha, o pargo, a abrótea, a garoupa, o sargo, a salema, o chicharro, e a moreia.